# عنبية ضيقة الورق
عنبية ضيقة الورق أو قِمام ضيق الورق ويعرف باسم توت الأدغال المخفضة البري (الاسم العلمي: Vaccinium angustifolium)، نوع من التوت مواطنه الأصلية في شرق ووسط كندا (من مانيتوبا إلى نيوفاوندلاند) والشمال الشرقي للولايات المتحدة، وينمو في الجنوب مثل جبال سموكي العظيمة وغربًا إلى منقطة البحيرات العظمى.